# Carretera Estatal de Idaho 58
La Carretera Estatal de Idaho 58, y abreviada SH 58 (en inglés: Idaho State Highway 58) es una carretera estatal estadounidense ubicada en el estado de Idaho. La carretera inicia en el oeste desde la WA 278  en Rockford (Washington) en sentido este hasta finalizar en la US 95  en el Condado de Kootenai. La carretera tiene una longitud de 4,7 km (2.943 mi).

## Mantenimiento
Al igual que las autopistas interestatales, y las rutas federales y el resto de carreteras estatales, la Carretera Estatal de Idaho 58 es administrada y mantenida por el Departamento de Transporte de Idaho por sus siglas en inglés ITD.